# Sultanato Mahra di Qishn e Socotra
Il Sultanato Mahra di Qishn e Socotra (in arabo: سلطنة المهرة في قشن وسقطرة Saltanat al-Mahrah fī Qishn wa-Suquṭrah) o, talvolta, Sultanato Mahra di Ghayda e Socotra (in arabo: سلطنة المهرة في الغيضاء وسقطرة Salṭanat al-Mahrah fī al-Ghayḍā' wa-Suquṭrah) fu un sultanato che includeva sia la regione storica della Mahra sia l'isola di Socotra. Era governato dalla dinastia Banu Afrar (in arabo: بنو عفرار Banu 'Afrār, conosciuta anche come بن عفرير). La nazione, nelle fonti inglesi, era talvolta chiamata Stato Mahra.
Nel corso del 1886, il sultanato divenne un protettorato britannico e più tardi entrò a far parte del Protettorato di Aden. La monarchia fu abolita nel 1967 alla fondazione della Repubblica Democratica Popolare dello Yemen. L'area oggi è parte dello Yemen.
Oltre all'arabo, era parlato anche l'idioma Mehri, una lingua sudarabica moderna. Condivide con il vicino Dhofar, in Oman, tratti culturali come la lingua e l'importanza dell'incenso. Queste regioni condividono anche legami geografici e climatici, che li distinguono dal terreno desertico circostante, soprattutto a causa dell'azione benefica del monsone Kharif.

## Storia
Nel 632, in epoca islamica, il territorio che in futuro avrebbe fatto parte del sultanato divenne teatro di una grande ribellione nell'ambito della guerra della ridda.
Tra il 1506 e il 1512 l'isola di Socotra venne occupata dall'Impero portoghese. I governatori portoghesi furono Afonso de Noronha (1506 - 1509)  e Pêro Ferreira Fogaça (1509 - 1512). Il Sultanato Mahra di Qishn e Socotra venne fondato nel 1549. Nel 1866 divenne un protettorato britannico. Il 30 ottobre 1886 Socotra e le altre dipendenze entrarono nell'orbita di protezione britannica.
Le capitali del sultanato erano Qishn (ad al-Mahra) e Hadibu (a Socotra). Nel 1960, Mahra rifiutò di aderire alla Federazione dell'Arabia Meridionale, ma rimase sotto amministrazione britannica come parte del Protettorato dell'Arabia Meridionale. Il 16 ottobre 1967 il sultanato fu abolito e Mahra divenne parte della Repubblica Democratica Popolare dello Yemen, che nel 1990 si unì con lo Yemen del Nord per diventare l'attuale Yemen. L'ultimo sultano di Mahra fu `Isa ibn `Ali ibn Salim Afrar al-Mahri. Oggi la zona di Mahra (senza Socotra) è parte del governatorato di al-Mahra.

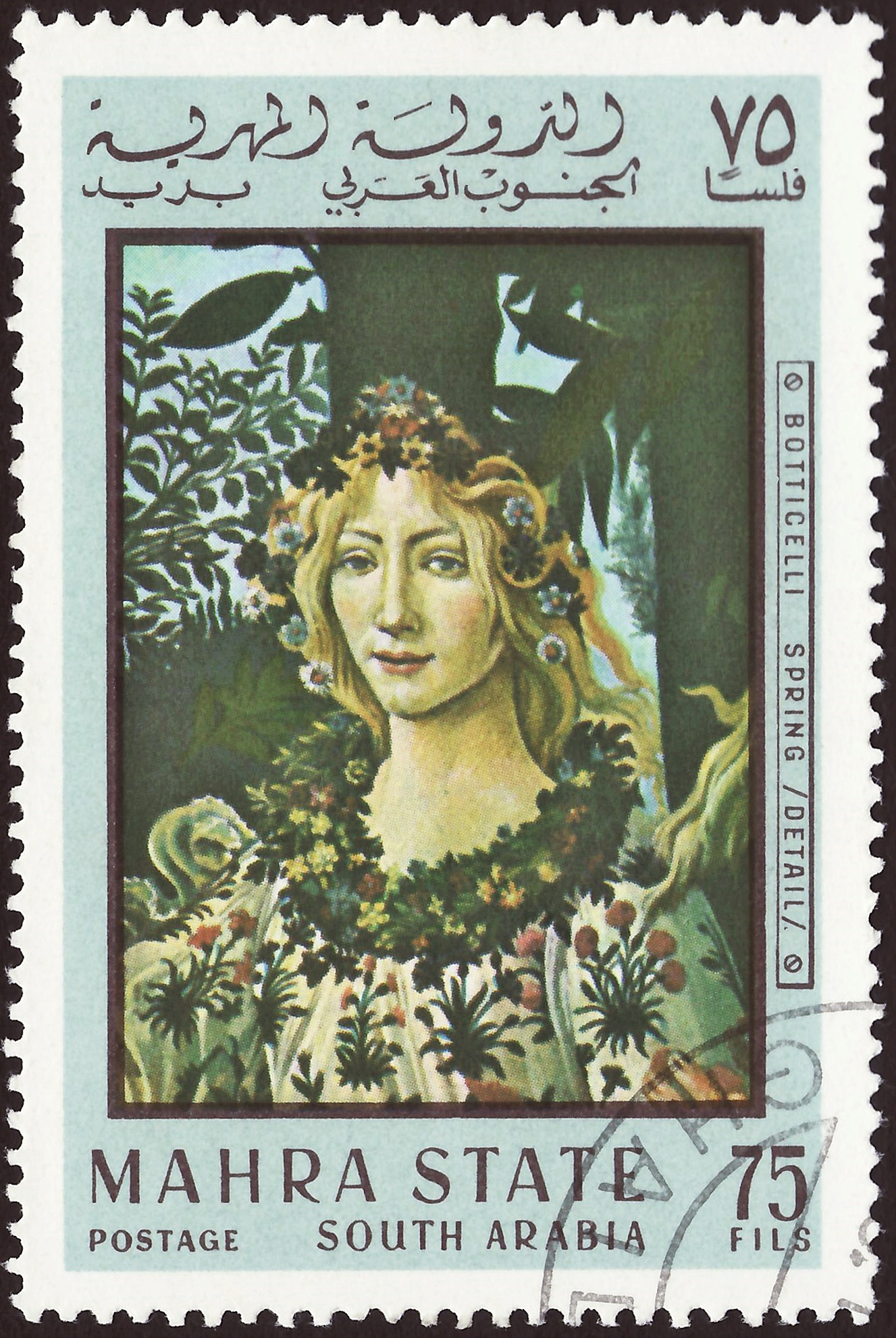
Francobollo dello Stato di Mahra emesso nel 1967, l'ultimo anno di esistenza dello stato; raffigura Flora della Primavera di Sandro Botticelli, c. 1480

## Elenco dei sultani
I regnanti portavano il titolo di Sultan al-Dawla al-Mahriyya (Sultan Qishn wa Suqutra).. I loro discendenti sono oggi politici attivi. Il Sultanato di Al-Mahra fu costantemente governato dalla dinastia Al-Mahri dal 1750 al 1967.
- `Afrar al-Mahri (c. 1750 - 1780)
- Taw`ari ibn `Afrar al-Mahri (c. 1780 - 1800)
- Sa`d ibn Taw`ari Ibn `Afrar al-Mahri (c. 1800 - 1820)
- Sultan ibn `Amr (a Socotra) (c. 1834)
- Ahmad ibn Sultan (a Qishn) (c. 1834)
- `Amr ibn Sa`d ibn Taw`ari Afrar al-Mahri (1835 - 1845)
- Taw`ari ibn `Ali Afrar al-Mahri (1845 - 18..)
- Ahmad ibn Sa`d Afrar al-Mahri (18.. - 18..)
- `Abd Allah ibn Sa`d Afrar al-Mahri (18.. - 18..)
- `Abd Allah ibn Salim Afrar al-Mahri (18.. - 18..)
- `Ali ibn `Abd Allah Afrar al-Mahri (1875 ? - 1907)
- `Abd Allah ibn `Isa Afrar al-Mahri (1907 - 1928 ?)
- Ahmad ibn `Abd Allah Afrar al-Mahri (1946 ? - febbraio 1952)
- `Isa ibn `Ali ibn Salim Afrar al-Mahri (febbraio 1952 - 1967)

## Cammelli Mehri
Al-Mahra è la patria del cammello Mehri, che ha svolto un ruolo fondamentale nel successo militare dell'esercito di Al-Mahra durante le conquiste islamiche dell'Egitto e del Nord Africa contro l'Impero Bizantino. Durante le conquiste, l'unità di cavalleria di Al-Mahra introdusse il cammello Mehri nel Nord Africa, e ora lo si trova in tutta l'area. È meglio conosciuto come il cammello Mehari nella maggior parte del Nord Africa ed è talvolta noto anche come il cammello del Sahel.
Si tratta di una razza speciale originaria di Al-Mahra. Questi cammelli sono rinomati per la loro velocità, agilità e resistenza. Hanno una corporatura grande ma snella, e grazie alla loro piccola gobba sono perfettamente adatti per essere cavalcati.
Durante il periodo coloniale nel Nord Africa, il governo francese sfruttò le comprovate capacità militari del cammello Mehri e istituì un corpo di cammelli chiamato Méhariste, che faceva parte dell'Armée d'Afrique. Questo corpo pattugliava il Sahara utilizzando il cammello Mehri. Il corpo di cammelli Méhariste francese faceva parte delle Compagnies Sahariennes dell'Armée du Levant francese.
Nel 1968, la casa automobilistica francese Citroën introdusse la Citroën Méhari, un veicolo leggero fuoristrada chiamato così in onore del famoso cammello Mehri. La Citroën Méhari era una variante della Citroën 2CV e Citroën ne costruì più di 144.000 tra il 1968 e il 1988. Un nuovo modello elettrico del 2016 chiamato Citroën E-Méhari è ora in vendita in Europa; si tratta di un SUV compatto simile alla Méhari.